# Деменција
Деменција је прогресивно и неповратно пропадање интелектуалних способности и виших менталних функција (интелигенције, мишљења, говора, памћења, учења, имагинације итд.) услед одређених органских узрока. Ово доводи до поремећаја личности, те односа са физичком и социјалном средином. Деменција је болест карактеристична за особе старије животне доби. У основи ове појаве стоје морфолошке, хистолошке и биохемијске промене мозга, као природне појаве везане за процес старења. Наведене промене за последице имају губитак меморије, промене личности и губитак социјалних способности. Важно је напоменити да деменција није нормалан део старења, већ патолошко стање које се код већине људи никада не развије. Поред оштећења памћења и поремећаја у мисаоним обрасцима, најчешћи симптоми укључују емоционалне проблеме, потешкоће са језиком и смањену мотивацију. Симптоми се могу описати у континуитету у неколико фаза. Деменција на крају има значајан утицај на појединца, неговатеље и на друштвене односе уопште. Дијагноза деменције захтева посматрање промене уобичајеног менталног функционисања особе и већег когнитивног пада од онога што је узроковано нормалним старењем.
Неколико болести и повреда мозга, као што је мождани удар, могу довести до деменције. Међутим, најчешћи узрок је Алцхајмерова болест, неуродегенеративни поремећај. Дијагностички и статистички приручник за менталне поремећаје, пето издање (ДСМ-5), поново је описао деменцију као било благи или знатни неурокогнитивни поремећај са различитим степеном озбиљности и многим узрочним подтиповима. Међународна класификација болести (ICD-11) такође класификује деменцију као неурокогнитивни поремећај (NCD) са много облика или подкласа. Деменција је наведена као стечени мождани синдром, обележен падом когнитивних функција, и у супротности је са неуроразвојним поремећајима. Деменција се такође описује као спектар поремећаја са узрочним подтиповима деменције на основу познатог поремећаја, као што је Паркинсонова болест, за деменцију од Паркинсонове болести; Хунтингтонова болест, за деменцију Хунтингтонове болести; васкуларне болести, за васкуларну деменцију; ХИВ инфекција, изазивајући ХИВ деменцију; фронтотемпорална лобарна дегенерација за фронтотемпоралну деменцију; или болест Левијевих тела за деменцију са Левијевим телима и прионске болести. Подтипови неуродегенеративних деменција такође могу бити засновани на узрочној патологији неправилно савијених протеина као што су синуклеинопатије и тауопатије. Више од једне врсте деменције које постоје заједно познате су као мешовита деменција.
Многи неурокогнитивни поремећаји могу бити узроковани другим здравственим стањем или поремећајем који укључује туморе мозга и субдурални хематом; ендокрини поремећаји као што су хипотироидизам и хипогликемија; недостатке у исхрани укључујући тиамин и ниацин; инфекције, имунолошки поремећаји, отказивање јетре или бубрега, метаболички поремећаји као што је Куфова болест, и неке леукодистрофије, и неуролошки поремећаји као што су епилепсија и мултипла склероза. Неки од неурокогнитивних дефицита понекад могу показати побољшање током лечења медицинског стања.
Дијагноза се обично заснива на историји болести и когнитивном тестирању са снимањем. Тестови крви се могу узети да би се искључили други могући узроци који могу бити реверзибилни, као што је хипотироидизам (недовољно активна штитна жлезда), и да би се одредио подтип деменције. Један од најчешће коришћених когнитивних тестова је испитивање мини-менталног стања. Највећи фактор ризика за развој деменције је старење, међутим деменција није нормалан део старења. Многи људи старији од 90 година не показују знаке деменције. Неколико фактора ризика за деменцију, као што су пушење и гојазност, могу се спречити променама начина живота. Сматра се да скрининг опште старије популације на поремећај не утиче на исход.
Деменција је тренутно седми водећи узрок смрти широм света и има 10 милиона нових случајева пријављених сваке године (један сваке ~3 секунде). Не постоји лек за деменцију. Инхибитори ацетилхолинестеразе као што је донепезил се често користе и могу бити корисни код благих до умерених поремећаја. Укупна користност, међутим, може бити мала. Постоје многе мере које могу побољшати квалитет живота особа са деменцијом и њихових старатеља. Когнитивне и бихејвиоралне интервенције могу бити прикладне за лечење повезаних симптома депресије.

## Знаци и симптоми
Знаци и симптоми деменције се називају неуропсихијатријски симптомима, а такође су познати као бихејвиорални и психолошки симптоми деменције. Симптоми понашања могу укључивати узнемиреност, немир, неприкладно понашање, сексуалну дезинхибицију и агресију, која може бити вербална или физичка. Ови симптоми могу бити последица оштећења услед когнитивне инхибиције. Психолошки симптоми могу укључивати депресију, халуцинације (најчешће визуелне) и делузије, апатију и анксиозност. Најчешће погођена подручја укључују памћење, визуелно-просторну функцију која утиче на перцепцију и оријентацију, језик, пажњу и решавање проблема. Брзина по којој симптоми напредују се дешава у континуитету у неколико фаза, и варира у зависности од подтипова деменције. Већина типова деменције полако напредује са постепеним погоршањем стања мозга дуго пре него што знаци поремећаја постану очигледни. Често су присутна и друга стања као што су висок крвни притисак или дијабетес, а понекад могу бити присутна и четири од ових коморбидитета.
Људи са деменцијом такође имају већу вероватноћу да имају проблема са инконтиненцијом: код њих је три пута већа вероватноћа да ће имати уринарну и четири пута већа вероватноћа да ће имати фекалну инконтиненцију у поређењу са људима сличног узраста.
Симптоми деменције могу се веома разликовати од особе до особе. Она утиче на памћење, дужину пажње, комуникацију, расуђивање, решавање проблема и визуелну перцепцију итд. Знакови који могу указивати на деменцију укључују губљење у комшилуку, коришћење необичних речи за упућивање на познате предмете, заборављање имена блиског члана породице или пријатеља, заборављање старих успомена, немогућност самосталног обављања задатака итд.

## Дефиниција и дијагностички критеријуми
Деменција се дефинише као стечено, постојано стање глобалног опадања когнитивних функција, заједно са променама личности које су довољно јаке и изражене да могу пореметити професионалну активност и социјалне интеракције болесника. Деменција нарушава способност особе да самостално обавља свакодневне активности. У приручнику ДСМ-IV у критеријуме за деменцију спадају поремећаји краткотрајног и дугорочног памћења и барем један од следећих поремећаја:
1. оштећење апстрактног мишљења,
2. оштећење резоновања и планирања,
3. поремећаји језичких функција,
4. промене личности.

Према ДСМ-IV критеријумима, даје се предност утицајима когнитивних дисфункција на професионално и социјално функционисање, а занемарена је неуробиолошка основа деменције. Према болесниковом свакодневном животном функционисању деменција се може степеновати у три групе:
1. Лако дементне особе у стању су да живе самостално, уз очувану способност резоновања
2. Умерено дементне особе нису у потпуности у стању да се самостално брину о себи и занемарују неке аспекте основног функционисања.
3. Тешко дементним особама је неопходна константа нега јер уопште нису у стању да воде самосталан живот.

Деменција као клинички синдром настаје као последица разних обољења. Та обољења су најчешће болести и инфекције које утичу на мозак (нпр. менингитис), притисак на мозак (постојање тумора) или недостатак крви и кисеоника у мозгу (услед можданог удара).

## Класификација деменција

### Етиолошка класификација деменција
Према етиологији, деменције су класификоване у дегенеративне и недегенеративне. Опште особине дегенеративних деменција су:
- Посебна топографска дистрибуција патолошких промена
- Специфичан патохистолошки налаз
- Прогресиван ток болести са постепеним почетком
- Чешћа генетичка детерминисаност у поређењу са недегенеративним деменцијама

За специфичне когнитивне поремећаје и промене понашања одговорна је различита топографија дегенеративних промена мозга. Неки типови дегенеративних деменција удружени су са хистопатолошким маркерима, а за неке друге је карактеристична селективна, регионална дистрибуција неспецифичних патохистолошких промена.

### Неуропсихолошка класификација деменција
У овој класификацији деменције се деле на:
- кортикалне
- субкортикалне и
- кортико–субкортикалне деменције

За кортикалне деменције типичне су комбинације афазичних, агностичких и апраксичних синдрома. Основне сензорне и моторне функције су очуване. Субкортикалне деменције се карактеришу општим успоравањем свих когнитивних функција, поремећајима пажње, памћења, мишљења и осталих сродних функција.

### Лечиве и нелечиве деменције
Према могућности излечења, деменције се деле на лечиве и нелечиве. Под утицајем адекватне и правовремене терапије око 15% оболелих има шансу да се у потпуности или делимично опорави и реституише. Потенцијално излечиве деменције могу бити изазване широким спектром обољења.

## Алцхајмерова болест
Алцхајмерова болест је дегенеративно обољење централног нервног система са клиничком сликом прогресивне деменције и хистолошким променама у виду сенилних плакова и неурофибриларних клубади. Јавља се после 40-те године, а инциденца расте са старењем.

### Дијагностички критеријуми
Критеријуми Неуролошког института националних института за здравље (НИНЦДС) и Удружења за Алцхајмерову болест (АДРДА) омогућавају постављање дијагнозе на три нивоа поузданости: дефинитивне, вероватне и могуће Алцхајмерове болести. Конзорцијум за учвршћивање регистра Алцхајмерове болести (ЦЕРАД) предлаже прагматичну адаптацију НИНЦДС/АДРДА критеријума са следеће три дијагностичке могућности:
1. Вероватна Алцхајмерова болест
2. Могућа Алцхајмерова болест
3. Не постоји деменција

### Клиничка слика
Болест пролази кроз три клиничка стадијума:
1. Амнестички стадијум (од 1. до 4. године болести) карактеришу поремећаји епизодичког и семантичког памћења, са тешкоћама у присећању речи. У овом стадијуму могућа је и појава секундарних знакова болести, као што су раздражљивост, депресивност и наглашеност преморбидних црта личности;
2. У другом дементном стадијуму (од 2. до 9. године болести), поремећаји памћења се погоршавају, развија се афазија-агнозија-апраксија синдром. Степен дезоријентације је веома изражен, а амнезија може бити толико изражена да се не препознају ни најближи сродници.
3. У трећем стадијуму (од 7. до 14. године болести) болесник је трајно у вегетативном стању, без могућности самосталног храњења, контроле сфинктера и комуникације са другим особама. Секундарни поремећаји су: агитација, халуцинације, сумануте идеје, поремећаји спавања и депресивност.

### Фактори ризика за појаву Алцхајмерова болести
Старост је водећи фактор за појаву Алцхајмерова болести. Ова болест је проглашена четвртим водећим узроком смртности у развијеним земљама, после кардиоваскуларних обољења, рака и можданог удара. Алцхајмерова болест се јавља раније код аутозомно-доминантних наследних облика болести. Идентификована су до сада четири гена са могућом улогом у етиопатогенези АБ. Наводи се да жене обољевају нешто чешће од мушкараца. О протективном утицају вишег нивоа едукације, алкохола, и пушења; подаци су контрадикторни.

### Поремећај памћења
Најчешћи симптом на самом почетку обољевања су проблеми са епизодичким памћењем. Прво слаби памћење недавних догађаја, а напредовање обољења узрокује и то да сећања на догађаје из давне прошлости бледе. Претпоставља се да болесници са АБ имају велике тешкоће у иницијалној обради учених информација на нивоу семантичког кодирања. На клиничком плану ови поремећаји постепено напредују до слике антероградне амнезије, са симптомима сличним амнестичком синдрому.

### Поремећаји језичких функција
Јављају се већ у првом стадијуму болести, у виду отежаног налажења речи и дисномије. У другом дементном стадијуму, комплекс симптома подсећа на класични синдром транскортикалне сензорне афазије. Ретка је појава парафазија и ехолаличног говора. Репетиција говорних стимулуса и читање наглас су релативно поштеђени. Разумевање говора и семантичка организација говора постепено (током времена) се разграђују, тако да профил језичког поремећаја бива готово идентичан клиничкој слици Верникеове афазије. У складу са тим, репетитивни говор постаје отежан. Језички поремећаји у АБ су специфичног карактера. Постоји јасна дисоцијација између очуваности синтаксе и ниских постигнућа на семантичким задацима. Једна од хипотеза о механизму настанка језичких поремећаја заступа гледиште о губитку приступа семантичком знању (знања о значењу појмова). Ови болесници губе дистинктивне семантичке атрибуте појмова, као што су физичке особине и функције. У трећем стадијуму Алцхајмерове болести, разумевање говора и вербална продукција бивају све више нарушени, са израженим тешкоћама проналажења речи, немогућношћу понављања говорних стимулуса, губитком способности читања и писања... Са узнапредовалом клиничком сликом деменције, говорно-језичке способности постају изразито редуковане - до степена глобалне афазије, или пак мутизма.

### Поремећаји визуоспацијалних функција
Односи се на способност визуоперцептивне дискриминације и организације сложене визуелне фигуре. Многи болесници, већ у првом стадијуму болести нису у стању да се користе географском картом. Болесници се губе у добро познатим просторним релацијама.

### Поремећаји пажње
Болесници са АБ испољавају теже поремећаје у расподели пажње на већи број стимулуса, него у фокусирању пажње на један стимулус. Овај проблем настаје због немогућности ослобађања пажње већ усмерене на неки стимулус. Неки аутори сматрају да је суштински поремећај код болесника са АБ сужен капацитет пажње. Према једној хипотези, поремећај пажње код болесника са АБ наступају због немогућности инхибиције нетачних информација. Ови болесници испољавају тешкоће и у инхибицији значења двосмислених речи; одражава се и на разумевање реченица.

### Поремећај понашања
У секундарне симптоме се сврставају измене личности и понашања. Овде спадају психотичне појаве(сумануте идеје и халуцинације), емоционални поремећаји (депресивност), измене личности (импулсивност, апатија), анксиозност, агресивност, стереотипија... Секундарни симптоми угрожавају и узнемиравају чланове породице више од когнитивних дисфункција. Први знаци измењеног понашања су: збуњеност, губитак интересовања, пасивност, промене расположења, запуштање личне хигијене и облачења. Неки болесници испољавају симптоме повишене психомоторне активности, бесциљног лутања. Већина болесника је анксиозна већ од самог почетка болести. У каснијој фази, појављују се и агитирана стања. У одмаклој фази јављају се се халуцинациони доживљаји.

### Терапија Алцхајмерове болести
Когнитивне дисфункције АБ су отпорне на терапију и до данас није пронађен лек који би спречио, зауставио или уклонио примарне симптоме. Помак је постигнут на корекцији неуротрансмисије неурофармацима. У клиничкој пракси користи се терапија такрином. Посебно место у терапијској пракси припада и нефармаколошко збрињавање болесника.

## Деменција Левијевих тела (ДЛТ)
У спектру болести Левијевих тела убраја се примарна дегенеративна деменција. Деменција Левијевих тела (ДЛТ) по учесталости је други или трећи тип деменције дегенеративног типа са заступљеношћу од 15-20%. Однос између оболелих мушкараца и жена је 2:1. Болест обично почиње између 62. и 74. године. Знаци ове деменције су поремећаји пажње и визуоспацијалних способности. Израз лица попут маске и паркинсони ход су саставни део клиничке слике. Могуће је да постоји више клиничких варијанти ове деменције. Постоје ретке породичне појаве, али генетички дефект није утврђен. ДЛТ се разликује од других кортикалних деменција зато што се односи на све аспекте когнитивног статуса, укључујући оријентацију, памћење и језичке функције. Карактеристична је појава суманутих идеја, делиријума и халуцинација.

## Пикова болест
Пикова болест, заједно са деменцијом фронталног режња и примарном прогресивном афазијом се убраја у синдроме изазване фокалном прогресивном артрофијом. Она чини 2-3% свих деменција. Подједнако су захваћене особе и женског и мушког пола. Дужина трајања болести износи од 8 до 11 година. Први симптоми настају у шестој деценији живота. Измене личности претходе појави когнитивних дисфункција у виду апатије, дезинхибиције и импулсивности. Болесници занемарују одржавање личне хигијене и користе ласцивне коментаре, интимизирају се са непознатим особама, шетају необучени. Болесници са Пиковом болешћу имају особину да лутају по околини, имају појачан нагон за исхраном, посебно повишену жељу за слаткишима.

## Деменција здружена са болешћу моторних неурона
Дегенеративне деменције које не припадају ни Пиковој болести, ни АБ, могу бити удружене са различитим нозолошким ентитетима. Ова деменција представља нови клиничко-патолошки ентитет, а настаје у пресенилном периоду, а дужина болести износи од 10-72 месеца. Неуролошки симптоми се развијају обично 6-12 месеци после бихевиоралних поремећаја.

## Примарна прогресивна афазија
Примарна прогресивна афазија (ППА) је поремећај језичких функција са постепеним почетком и спором прогресијом, без присуства других когнитивних дисфункција у прве 2. године болести. Основне карактеристике ППА су:
1. Први симптоми настају између 40. и 75. године живота;
2. Мушкарци обољевају чешће од жена са односом 2:1;
3. Дужина језичких поремећаја износи 1до 15 година;
4. Аутопсијским налазом у 14 случајева, доказана је Пикова болест код четири, Кројцфелд-Јакобова болест, код три, фокална спонгиформа дегенерација код два и неспецифичне ћелијске промене код два болесника;
5. Од 47 болесника са ЦТ, код 13 је описан нормалан налаз;
6. Већина болесника испољава претежно флуентну или Верникеову афазију, али је описано и 12 болесника са клиничком сликом типа Брокинове афазије.

Критеријуми за дијагнозу ППА (Веинтрауб, 1990)
- минимално трајање изолованог језичког поремећаја две године,
- изражени поремећај језичких функција са релативно очуваним осталим когнитивним функцијама (пацијенти са израженим оштећењем језичких функција у прве две године који имају поремећаје памћења, пажње те имају визуоспацијалне поремећаје не улазе у критеријум за дијагнозу ППА, већ за АБ),
- неуролошке дијагностичке процедуре (неуролошки преглед, неуродијагностичке методе) искључују друге узроке афазије (ЦВИ, тумор, инфекција и метаболички поремећаји),
- резултати на субтестовима разумевања говора и језика и неуропсихолошка процена су у складу са клиничко-неуролошким налазом.

Критеријуми за клиничку дијагнозу ППА (Месулам, 2001)
- подмукли почетак и постепена прогресија дефицита у проналажењу речи, именовању објеката или поремећаја разумевања већ на нивоу речи који се манифестују за време спонтаног говора или запажају кроз формалне неуропсихолошке тестове језичких функција,
- сва ограничења у активностима свакодневног живота односе се на језичке поремећаје најмање две године од почетка болести,
- интактне “преморбидне” језичке функције (осим развојне дислексије),
- одсуство (непостојање) значајне апатије, заборављања недавних догађаја, визуоспацијалних поремећаја, дефицита визуелног препознавања или сензомоторне дисфункције унутар прве две године болести,
- акалкулија и идеомоторна апраксија могу постојати и у прве две године болести (прихватљиви су и блажи конструкциони поремећаји и персеверације све док немају инхибиторни утицај на активности свакодневног живота),
- друга подручја могу бити захваћена тек након две године, али језик је најоштећенија функција кроз све време болести и пропада брже од осталих когнитивних функција,
- одсуство “специфичних” узрока као што су ЦВИ или тумор, верификовано неуроимагинг техникама.

## Кортикобазална дегенерација
Односи се на прогресивни дегенеративно обољење чији клиничку слику чини комбинација кортикалних дисфункција у виду апраксије, губитка кортикалног сензибилитета и феномена отуђене руке, с једне стране, и поремећаји мотилитета у виду паркинсонизма, с друге стране. Неуролошки профил деменције код ЦБД карактерише дусегзекутивни синдром, инсуфицијентна динамичка контрола моторике, асиметрична апраксија, отежано слободно присећање ученог материјала. Од других неуропсихолошких поремећаја, наводе се интелектуална ефикасност, успореност мишљења, дезоријентација десно-лево.

## Деменција код Паркинсонове болести
Главна карактеристика ове деменције је оштећење планирања, започињања и смене менталне активности. Болесници са Паркинсоновом болешћу на тесту класификације карата тешко формирају концепт, испољавају већи број грешака у поређењу са контролном групом. Компаративне анализе деменције код Паркинсонове и Алцхајмерове болести, указују на разлике у поремећају памћења. Када се ради о задацима присећања, болесници са Паркинсоновом болешћу имају нижа постигнућа, у поређењу са нормативним вредностима.

## Деменција код Хантингтонове болести
Хантингтонова болест је аутосомно-доминантно наследно обољење, а испољава се деменцијом и поремећајима понашања. Неурофизиолошки профил код ове болести је сличан профилу деменције код Паркинсонове болести.

## Деменција код прогресивне супрануклеарне парализе
Клиничка слика прогресивне супрануклеарне парализе (ПСП) обухвата супрануклеарну офталмоплегију, псеудобулбарну парализу, дизартрију и ригидност аксијалне мускулатуре тела. Болест наступа између 60. и 70. године живота и завршава се леталним исходом у интервалу од пет до седам година. Болесници имају нижа постигнућа на задацима пажње сложенијег карактера, који захтевају серијску обраду информација, менталну флексибилност, апстракцију и способност резоновања. Уколико им се уклони временско ограничење извођења задатака, ови болесници постижу боље резултате. Визуоперцептивни поремећаји се доводе у везу са 
оштећењем покрета очију. У понашању је изражена апатија, инертност, емоционална дезинхибиција (нагли стадијум плача и смеха са очуваним афектом), раздражљивост и депресивност.

## Васкулне деменције
Ове деменције заузимају друго место по учесталости иза АБ, а испред ДЛТ. Око 80% људи, изнад 65 година болује од деменције, а од васкулне деменције креће се од 9% до 89%. Мора се нагласити да је овај синдром, најчешће крајњи исход понављаних исхемичних епизода. У мултиинфарктне деменције инфаркти великих или малих димензија, распоређени у субкотрикалним или кортикалним структурама изазивају разноврсне когнитивне и бихевиоралне поремећаје који се према неуропсихолошком профилу могу категорисати у кортикалне, субкортикалне или глобалне деменције. Неки од фактора удружени са повишеним ризиком за појаву ВД су старост, ниска едукација, хипертензија, лезија беле масе, инфаркт срца, атрофија мозга, кортикални инфаркти и чести падови. Контрола фактора ризика у оквиру примарне деменције је најзначајнија стратегија у спречавању појава и развоје и развоја ВД. Она се односи на лечење хипертензије, дијабетес меллитуса, кардиолошких обољења, системских обољења везивног ткива и генетичко саветовање у случају церебралне аутосомно доминантне артериопатије за 19 хромозома.

## Дијагноза
Симптоми су слични код свих типова деменције и тешко их је дијагнозирати само симптомима. Дијагноза може бити потпомогнута техникама скенирања мозга. У многим случајевима, дијагноза захтева биопсију мозга да би постала коначна, али се то ретко препоручује (иако се може обавити на обдукцији). Код старијих особа, није се показало да општи скрининг за когнитивно оштећење помоћу когнитивног тестирања или ране дијагнозе деменције побољшава исходе. Међутим, скрининг је користан код 65+ особа са притужбама на слабљење памћења.
Обично симптоми морају бити присутни најмање шест месеци да би се потврдила дијагноза. Когнитивна дисфункција краћег трајања назива се делиријум. Делиријум се лако може помешати са деменцијом због сличних симптома. Делиријум се карактерише изненадним почетком, флуктуирајућим током, кратким трајањем (често траје од сати до недеља), а првенствено је повезан са соматским (или медицинским) поремећајем. Поређења ради, деменција типично има дуг, спор почетак (осим у случајевима можданог удара или трауме), спор пад менталног функционисања, као и дужу путању (од месеци до година).
Неке менталне болести, укључујући депресију и психозу, могу изазвати симптоме који се морају разликовати од делиријума и од деменције. Оне се различито дијагнозирују као псеудодеменције, и свака евалуација деменције треба да укључи скрининг депресије као што је неуропсихијатријски инвентар или скала геријатријске депресије. Лекари су некада мислили да људи са проблемима памћења имају депресију, а не деменцију (јер су сматрали да они са деменцијом генерално нису свесни својих проблема са памћењем). Међутим, истраживачи су схватили да многи старији људи са притужбама памћења заправо имају благо когнитивно погоршање у најранијој фази деменције. Депресија би увек требало да буде високо на листи могућности за старију особу са проблемом памћења. Промене у размишљању, слуху и виду су повезане са нормалним старењем и могу изазвати проблеме приликом дијагнозирања деменције због сличности. С обзиром на потешкоће у предвиђања почетка деменције и постављања дијагнозе деменције, помоћна средства за доношење клиничких одлука заснована на машинском учењу и вештачкој интелигенцији имају потенцијал да унапреде клиничку праксу.

### Когнитивно тестирање
| Тест | Сензитивност | Специфичност | Референце |
| MMSE | 71–92%       | 56–96%       | [ 49 ]    |
| 3MS  | 83–93%       | 85–90%       | [ 50 ]    |
| AMTS | 73–100%      | 71–100%      | [ 50 ]    |

Различити кратки когнитивни тестови (5–15 минута) имају адекватну поузданост за скрининг на деменцију, али на њих могу утицати фактори као што су старост, образовање и етничка припадност. Старост и образовање имају значајан утицај на дијагнозу деменције. На пример, већа је вероватноћа да ће особе са нижим образовањем добити дијагнозу деменције него њихови образовани пандани. Док су многи тестови проучавани, тренутно је испитивање мини менталног стања (MMSE) најбоље изучено и најчешће коришћено. MMSE је користан алат за помоћ у дијагнозирању деменције ако се резултати тумаче заједно са проценом личности особе, њене способности да обавља свакодневне активности и њеног понашања. Остали когнитивни тестови укључују скраћени резултат менталног теста (АМТС), „модификовани мини-преглед менталног стања“ (3MS), инструмент за скрининг когнитивних способности (CASI), тест прављења трага, и тест цртања сата. MoCA (монтреалска когнитивна процена) је поуздан тест скрининга и доступан је на мрежи бесплатно на 35 различитих језика. MoCA се такође показала нешто бољом у откривању благог когнитивног оштећења од MMSE. Људи са губитком слуха, који се обично јавља уз деменцију, имају лошије резултате на MoCA тесту, што може довести до лажне дијагнозе деменције. Истраживачи су развили прилагођену верзију MoCA теста, која је тачна и поуздана и избегава потребу да људи слушају и одговарају на питања. Упитник AD-8 скрининга, који се користи за процену промена функција повезаних са когнитивним опадањем, потенцијално је користан, али није дијагностички применљив, променљив је и има ризик од пристрасности. Интегрисана когнитивна процена (CognICA) је петоминутни тест који је веома осетљив на ране фазе деменције и користи апликацију која се може испоручити на iPad. Раније у употреби у Великој Британији, 2021. године CognICA је добила одобрење FDA за комерцијалну употребу као медицински уређај.
Други приступ скринингу за деменцију је да се затражи да информатор (рођак или други подржавалац) попуни упитник о свакодневном когнитивном функционисању особе. Упитници за информаторе пружају комплементарне информације за кратке когнитивне тестове. Вероватно најпознатији упитник ове врсте је Информаторски упитник о когнитивном опадању код старих (IQCODE). Докази су недовољни да би се утврдило колико је IQCODE тачан за дијагнозу или предвиђање деменције. Упитник за неговатеље Алцхајмерове болести је још један алат. Он је око 90% тачан за Алцхајмерову болест када га попуњава старатељ. Процена когниције код лекара опште праксе комбинује процену пацијента и интервју са информатором. Посебно је дизајниран за употребу у окружењу примарне здравствене заштите.
Клинички неуропсихолози пружају дијагностичке консултације након примене пуне батерије когнитивног тестирања, које често трају неколико сати, да би се утврдили функционални обрасци опадања повезани са различитим типовима деменције. Релевантни су тестови памћења, извршне функције, брзине обраде, пажње и језичких вештина, као и тестови емоционалног и психолошког прилагођавања. Ови тестови помажу у искључивању других етиологија и одређивању релативног когнитивног пада током времена или на основу процена претходних когнитивних способности.

### Лабораторијски тестови
Рутински тестови крви се обично раде како би се искључили узроци који се могу лечити. То укључује тестове за витамин Б12, фолну киселину, хормон који стимулише штитасту жлезду (TSH), Ц-реактивни протеин, пуну крвну слику, електролите, калцијум, функцију бубрега и ензиме јетре. Абнормалности могу указивати на недостатак витамина, инфекцију или друге проблеме који обично изазивају конфузију или дезоријентацију код старијих.

### Имиџинг
ЦТ или МРИ скенирање се обично ради да би се евентуално открио хидроцефалус нормалног притиска, потенцијално реверзибилни узрок деменције или повезани тумор. Скенирање такође може дати информације релевантне за друге врсте деменције, као што је инфаркт (мождани удар) који би указивао на васкуларни тип деменције. Ови тестови не откривају дифузне метаболичке промене повезане са деменцијом код особе која на неуролошком прегледу не показује озбиљне неуролошке проблеме (као што је парализа или слабост).
Модалитети функционалног неуроимиџинга SPECT и PET кориснији су у процени дуготрајне когнитивне дисфункције, пошто су показали сличну способност дијагнозирања деменције као и клинички преглед и когнитивно тестирање. Способност SPECT-а да разликује васкуларну деменцију од Алцхајмерове болести, сматра се да је супериорнија од диференцијације клиничким прегледом.
Вредност PiB-PET имиџинга коришћењем Питсбург Б једињења (PiB) као радиотрејсера је устаљена у предиктивној дијагнози, посебно Алцхајмерове болести.

## Превенција

### Фактори ризика
Једна преглед из 2020. повећао је број повезаних фактора ризика за деменцију; ризици од прекомерног уживања у алкохолу, трауматске повреде мозга и загађења ваздуха додати су нижим нивоима образовања, високом крвном притиску, губитку слуха, пушењу, гојазности, депресији, неактивности, дијабетесу и ниском друштвеном контакту. Многи од ових идентификованих фактора ризика, укључујући нижи ниво образовања, пушење, физичку неактивност и дијабетес, могу се променити. Преглед из 2022. додао је анемију и сан факторима ризика који се могу променити. Неколико чинилаца из ове групе су познати васкуларни фактори ризика који се могу смањити или елиминисати. Управљање овим факторима ризика може смањити ризик од деменције код појединаца у касним средњим или старијим годинама. Смањење броја ових фактора ризика може дати позитиван исход. Смањен ризик који се постиже усвајањем здравог начина живота види се чак и код оних са високим генетским ризиком.
Поред горе наведених фактора ризика, мета-анализе показују да постоје чврсти докази да су друге психолошке особине, укључујући личност (висок неуротицизам и ниску савесност), ниску сврху у животу и високу усамљеност, фактори ризика за Алцхајмерову болест и сродне деменције. На пример, на основу Енглеске лонгитудиналне студије старења (ELSA), истраживање је показало да усамљеност код старијих људи повећава ризик од деменције за једну трећину. Одсуство партнера (кад је особа сама, разведена или удовичена) удвостручава ризик од деменције. Међутим, постојање две или три ближе везе смањује ризик за три петине.
Два фактора ризика за деменцију која се највише могу променити су физичка неактивност и недостатак когнитивне стимулације. Физичка активност, посебно аеробна вежба, повезана је са смањењем губитка можданог ткива у вези са узрастом и неуротоксичним факторима, чиме се чува волумен мозга и интегритет неурона. Когнитивна активност јача нервну пластичност и заједно помажу да се подржи когнитивна резерва. Занемаривање ових фактора ризика умањује ову резерву.
Студије сугеришу да су сензорна оштећења вида и слуха променљиви фактори ризика за деменцију. Ова оштећења могу претходити когнитивним симптомима Алцхајмерове болести, на пример, дуги низ година. Губитак слуха може довести до социјалне изолације што негативно утиче на когницију. Социјална изолација је такође идентификована као фактор ризика који се може променити. Губитак слуха у средњим годинама повезан је са когнитивним оштећењем у касном животном добу и сматра се фактором ризика за развој Алцхајмерове болести и деменције. Такав губитак слуха може бити узрокован централним поремећајем слушне обраде који отежава разумевање говора наспрам позадинске буке. Губитак слуха у вези са годинама карактерише успорена централна обрада слушних информација. Широм света, губитак слуха у средњим годинама може представљати око 9% случајева деменције.
Докази сугеришу да слабост може повећати ризик од когнитивног опадања и деменције, и да обрнуто важи и за когнитивно оштећење које повећава ризик од слабости. Превенција слабости може помоћи у спречавању когнитивног пада.
Међутим, један преглед из 2018. је закључио да ниједан лек нема адекватне доказе о превентивном ефекту, укључујући лекове за крвни притисак. Преглед из 2020. је открио смањење ризика од деменције или когнитивних проблема са 7,5% на 7,0% са лековима за снижавање крвног притиска.
Показало се да економски хендикеп има јаку везу са већом преваленцијом деменције, што се још не може у потпуности објаснити другим факторима ризика.

### Здравље зуба
Ограничени докази повезују лоше орално здравље са когнитивним падом. Међутим, неуспех у прању зуба и гингивална упала могу се користити као предиктори ризика од деменције.

#### Оралне бактерије
Веза између Алцхајмерове болести и болести десни су оралне бактерије. У усној дупљи, бактеријске врсте укључују P. gingivalis, F. nucleatum, P. intermedia, и T. forsythia. Шест оралних спирохета трепонема је испитано у мозгу пацијената оболелих од Алцхајмерове болести. Спирохете су неуротропне природе, што значи да делују на уништавање нервног ткива и стварање упале. Инфламаторни патогени су индикатор Алцхајмерове болести, а бактерије повезане са обољењем десни су пронађене у мозгу пацијената са Алцхајмеровом болешћу. Бактерије нападају нервно ткиво у мозгу, повећавајући пропустљивост крвно-мождане баријере и промовишући почетак Алцхајмерове болести. Појединци са мноштвом зубног плака ризикују когнитивни пад. Лоша орална хигијена може имати негативан утицај на говор и исхрану, изазивајући ороњавање општег и когнитивног здравља.

#### Орални вируси
Херпес симплек вирус (HSV) је пронађен код више од 70% особа старијих од 50 година. HSV опстаје у периферном нервном систему и може бити изазван стресом, болешћу или умором. Висок удео протеина повезаних са вирусом у амилоидним плаковима или неурофибриларним чворовима (NFT) потврђују учешће HSV-1 у патологији Алцхајмерове болести. NFT су познати као примарни маркери Алцхајмерове болести. HSV-1 производи главне компоненте NFT-а.

### Дијета
Дијета се сматра модификујућим фактором ризика за развој деменције. Утврђено је да недостатак тиамина повећава ризик од Алцхајмерове болести код одраслих. Улога тиамина у физиологији мозга је јединствена и неопходна за нормалну когнитивну функцију старијих људи. Многи избори у исхрани старије популације, укључујући већи унос производа без глутена, компромитују унос тиамина, јер ови производи нису обогаћени тиамином.
Медитеранска и DASH дијета су повезане са мањим когнитивним падом. Различит приступ је био да се елементи обе ове дијете уграде у једну познату као MIND дијета. Ове дијете углавном имају мало засићених масти, а истовремено обезбеђују добар извор угљених хидрата, углавном оних који помажу у стабилизацији нивоа шећера у крви и инсулина. Повишен ниво шећера у крви током дужег времена може оштетити нерве и изазвати проблеме са памћењем ако се не лечи. Нутритивни фактори повезани са предложеном дијетом за смањење ризика од деменције укључују незасићене масне киселине, витамин Е, витамин Ц, флавоноиде, витамин Б и витамин Д. Једна студија спроведена на Универзитету Ексетер у Уједињеном Краљевству потврдила ове налазе са воћем, поврћем, интегралним житарицама и здравим мастима стварајући оптималну исхрану која може помоћи у смањењу ризика од деменције за отприлике 25%.
MIND дијета може пружити заштиту, али су потребне додатне студије. Постоје индикације да је медитеранска дијета у већој мери заштитна од Алцхајмерове болести него DASH , али нема конзистентних налаза против деменције уопште. Неопходна су даља проучавања улоге маслиновог уља, јер оно може бити једна од најважнијих компоненти у смањењу ризика од когнитивног пада и деменције.
Код оних са целијачном болести или нецелијачном осетљивости на глутен, строга дијета без глутена може ублажити симптоме у случајевима благог когнитивног оштећења. Када је деменција узнапредовала, нема доказа да је дијета без глутена корисна.
Сматра се да суплементи омега-3 масних киселина нису корисни нити штете људима са благим до умереним симптомима. Међутим, постоје докази да је интеграција омега-3 у исхрану од користи у лечењу депресије, уобичајеног симптома, и потенцијално променљивог фактора ризика за деменцију.

## Брига о дементној особи
Неговати дементну особу може бити веома болно и стресно, посебно ако се ради о партнеру или члану породице, а особа о којој се бринете неретко може осећати љутњу због губитка независности. Много бола и патње може се избећи уколико старије особе, њихова породица и лекар препознају прве знаке деменције као болест, а не као нормалан део старења. Тада се може приступити лечењу и спречавању погоршања. Најважније је не занемарити потребе старијих особа и не гледати све њихове сметње као старачко џангризавост или нормалан део старења. Многим особама помажу листе ствари које треба направити, затим коришћење нотеса, календара и малих папирића за подсетнике. Такође могу побољшати памћење уколико нове ствари ментално повезују с већ познатим, као што су позната имена, песме или стихови. Стрес, тескоба и депресија могу учинити особу заборавном. Заборавност узрокована на овај начин обично је пролазна и нестаје кад ти осећаји избледе. Уколико пак, ови осећаји дуже трају, свакако је потребно обратити се лекару. Лечење може укључити саветовање, лекове или обоје.